# Heinrich Umlauff
Heinrich Christian Umlauff (* 17. November 1868 in Hamburg; † 22. Dezember 1925 ebenda) war ein deutscher Kaufmann, Völkerschau-Impresario, Kostümbildner und Filmarchitekt beim Stummfilm.

## Leben und Wirken
Umlauff entstammte einer Hamburger Kaufmannsfamilie. Wenige Monate nach Heinrichs Geburt gründete sein Vater Johann Gustav Friederich Umlauff 1869 in St. Pauli am Spielbudenplatz eine Naturalienhandlung und eine Muschelwarenfabrik. Später kamen auch andere Geschäftszweige dazu, vor allem der Handel mit ethnographischen Gütern aus fernen (asiatischen und afrikanischen) Ländern.
Firmengründer Johann Gustav Friedrich Umlauff heiratete in zweiter Ehe Caroline Hagenbeck (1839–1918), eine Schwester von Carl Hagenbeck. Aus dieser Ehe ging Heinrich Umlauff als einer von drei Söhnen hervor. Er hielt die Bande zwischen den Familien Umlauff und Hagenbeck ein Leben lang eng zusammen. Er spezialisierte sich schließlich auf den ethnographischen Teil des Firmenbetriebs. Umlauff sammelte weltweit Artefakte, um ein so genanntes „Weltmuseum“ zu errichten, und organisierte, ganz in der Tradition seines Onkels Hagenbeck, ebenfalls Völkerschauen und Ausstellungen. Wie Britta Lange in ihrem Buch Echt. Unecht. Lebensecht. Menschenbilder im Umlauf schreibt, wurden „die Herstellung und der Vertrieb ethnographischer Figuren (…) zu einer Spezialität der Firma, die sich besonders prägend auf die museale Präsentation fremder Kulturen auswirkte. Für alle deutschen Völkerkundemuseen war die Firma Umlauff besonders bis zum Ersten Weltkrieg eine bedeutende Erwerbsquelle sowohl für Ethnographica als auch für Materialien zur Ausstellungsgestaltung.“. Umlauff produzierte ganze Dioramen zur Verkörperung kultureller Stereotype, die bis in die Zwischenkriegszeit unter anderem auf Kolonialausstellungen gezeigt wurden.
Diese Tätigkeit brachte ihm den Ruf ein, Experte für die Darstellung fremdländischer Lebenswelten zu sein. Daraufhin begann sich noch während des Ersten Weltkrieges auch die Filmbranche für den umtriebigen Umlauff und seine Arbeit zu interessieren. Ethnographische Zulieferungen oder spezifische, völkerkundliche Ausstattungen namentlich bekannter Filme bis 1918 sind derzeit nicht nachweisbar, jedoch begann Umlauffs Arbeit für die Zelluloidbranche mit Anbruch der Weimarer Republik rapide an Bedeutung zu gewinnen. Zu besonders fruchtbaren Kooperationen kam es zwischen Umlauff und der von Erich Pommer geführten Produktionsfirma Decla.
In den Jahren 1919 bis 1923 gestaltete Umlauff mal die Kostüme, mal die Bauten zu einigen der bedeutendsten Frühwerke Fritz Langs, allen voran Der müde Tod und Die Nibelungen. Mehrfach belieferte er diese Filme auch mit völkerkundlichen Requisiten und gab ihnen damit einen in jener Zeit so gefragten Touch des Exotischen. Die frühen Lang-Inszenierungen des Jahres 1919, Die Spinnen und Harakiri, entstandenen praktischerweise gleich auf Umlauff‘schem Familienterrain: in Hagenbecks Tierpark in Hamburg-Stellingen. Eine Fortsetzung dieser fruchtbaren Zusammenarbeit zwischen Lang und Umlauff wurde durch den frühen Tod des Hamburgers kurz vor Weihnachten 1925 unmöglich gemacht.
Umlauffs Enkelin war die Malerin und Grafikerin Gisela Bührmann (1925–2011).

## Filmografie
- 1919: Harakiri (Bauten)
- 1919/20: Die Spinnen (2 Teile / Bauten, Requisite)
- 1921: Ebbe und Flut (Bauten)
- 1921: Die Beute der Erinnyen (Requisite)
- 1921: Der müde Tod (Kostüme)
- 1922/24: Die Nibelungen (2 Teile / Kostüme, Requisite)